# Simón Barris y Bes
Simón Barris y Bes (1859-1912) fue un arquitecto argentino activo en España, vinculado a la arquitectura regionalista.

## Biografía
Nacido en 1859 en Argentina, al parecer en Buenos Aires, se formó en Barcelona. Construyó en Sevilla el desaparecido palacio de los Sánchez-Dalp (década de 1910), así como viviendas en la calle Luis Montoto, números 7 y 9. Falleció en 1912.